# Hinrich Lehmann-Grube
Hinrich Lehmann-Grube (Königsberg, 21 dicembre 1932 – Lipsia, 6 agosto 2017) è stato un politico tedesco, sindaco di Lipsia dal 1990 al 1998.

## Vita
Hinrich Lehmann-Grube nacque nel dicembre 1932, figlio del pediatra Fritz Lehmann-Grube e di sua moglie Elsa, nata Lück. Alla fine della seconda guerra mondiale la famiglia fuggì ad Amburgo, da dove proveniva la madre. Terminò gli studi ad Amburgo nel 1951 e in seguito studiò giurisprudenza, interrompendoli per un soggiorno di studio di sei mesi alla Sorbona di Parigi. Superò entrambi gli esami di Stato e conseguì il dottorato nel 1961.
Nel 1956 Lehmann-Grube divenne membro della Partito Socialdemocratico di Germania. Nel 1957 sposò Ursula Paproth. La coppia ebbe quattro figli.
Dal 1957 al 1967 Lehmann-Grube lavorò presso la sede centrale del Deutscher Städtetag (Associazione delle città tedesche) a Colonia. Dal 1967 al 1979 è stato consigliere comunale di Colonia. Nel 1979 divenne city manager della città di Hannover, città gemellata con Lipsia dal 23 novembre 1987.
Per poter partecipare come candidata della SPD alle elezioni locali della Repubblica Democratica Tedesca del 6 maggio 1990 a Lipsia, Lehmann-Grube accettò la cittadinanza della RDT nell'aprile 1990. Vinse la sua circoscrizione e divenne consigliere comunale di Lipsia. Il 6 giugno 1990 il consiglio comunale lo elesse sindaco. Il suo mandato è stato caratterizzato dal “Modello di Lipsia”, il tentativo politico alternativo di risolvere i problemi in modo orientato ai fatti, superando i confini di partito e di fazione. Nelle elezioni dirette dei sindaci del 26 giugno 1994 venne confermato nella carica con un'ampia maggioranza.
Durante il mandato di Lehmann-Grube, nel 1996 fu inaugurato il nuovo polo fieristico delle fiera di Lipsia e i comuni di Hartmannsdorf, Lausen, Plaußig e Seehausen furono annessi a Lipsia. Il 30 giugno 1998 Lehmann-Grube andò in pensione e cedette la carica al suo collega di partito ed ex deputato Wolfgang Tiefensee, che era stato eletto suo successore il 1° luglio 1998.
Lehmann-Grube morì nell'agosto 2017 all'età di 84 anni presso l'ospedale St. Elisabeth nel quartiere di Connewitz a Lipsia a causa delle conseguenze del cancro. Il funerale ha avuto luogo il 14 agosto 2017 al Südfriedhof di Lipsia.

## Onori
Il 14 luglio 1999, Lehmann-Grube è stato nominato cittadino onorario della città di Lipsia, in riconoscimento dei servizi resi come sindaco dal 1990 al 1998.
Nella seduta del 24 gennaio 2024, il consiglio comunale di Lipsia ha deciso di rinominare una parte di Roßplatz in Hinrich-Lehmann-Grube-Platz.